# Красный Уголок (Брянская область)
Кра́сный Уголо́к — посёлок в Севском районе Брянской области России. Входит в состав Троебортновского сельского поселения.

## География
Посёлок находится на расстоянии 42 км к юго-западу от города Севск, административного центра района.

### Часовой пояс
Посёлок Красный Уголок, как и вся Брянская область, находится в часовой зоне МСК (московское время). Смещение применяемого времени относительно UTC составляет +3:00.

## История
Основан в 1930-х годах как колхоз «Красный Уголок».

## Население
| 2010 | 2013 |
| ---- | ---- |
| 0    | →0   |